# 이주 (생태학)

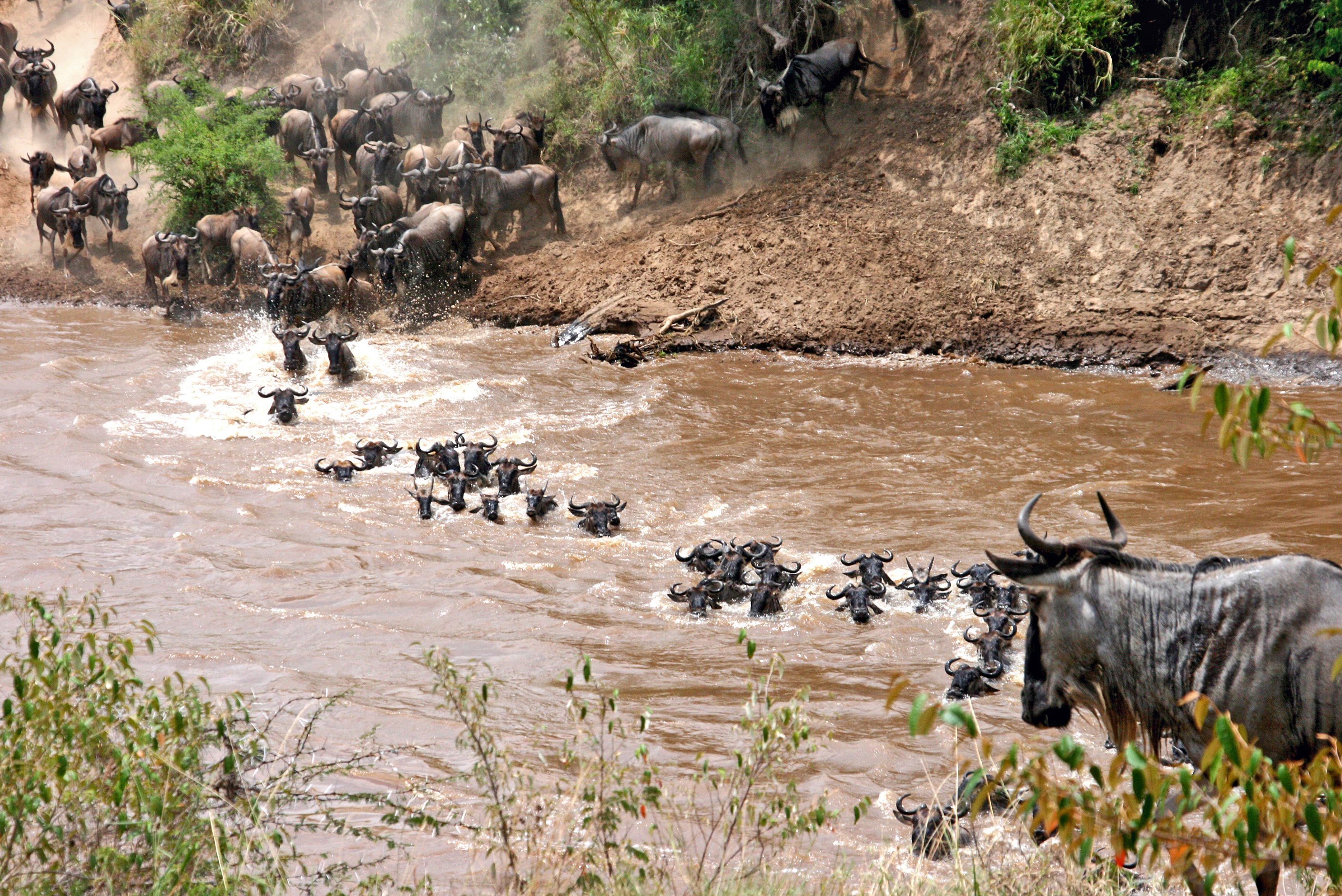

이주는 일반적으로 계절별로 개체군 동물의 상대적으로 장거리 이동이다. 분산(dispersal)의 특수한 경우로도 알려져 있다. 생태학에서 보여지는 가장 일반적인 형태의 이주이다. 조류, 포유류, 물고기, 파충류, 양서류, 곤충 및 갑각류를 포함한 모든 주요 동물 군에서 발견된다.  이주의 방아쇠(촉발장치)는 지역 기후, 음식의 지역 가용성, 연중 계절 또는 짝짓기 이유일 수 있다. 단지 지역의 분산이나 분열이 아닌 진정한 이동으로 계산되기 위해, 동물의 움직임은 겨울 동안 남쪽으로 이동하는 북반구 조류와 같이 매년 또는 계절마다 발생해야한다. 계절 방목을 위해 매년 이주하는 어린 대서양 연어나 바다칠성장어가 크기가 몇 인치에 이르면 출생 강을 떠나 바다로 이동하는 과정을 거쳐 생활의 주요 일부인 서식지의 위치가 바뀐다.

## 항해
항해(navigation) 또는 위치찾기(orientation)는 이주에 필요한 핵심 행동능력이다.  대부분의 동물들에게서 이주 또는 먹이 활동등의 이동후 서식지로의 회귀를 위한 이러한 항해 또는 위치찾기 능력이 있는 것으로 알려져있다.  개미, 꿀벌, 배추흰나비, 귀신고래, 슴새, 철새류 등이 이러한 경우이다.

## 동물의 유형에 따른 이동
동물은 적당한 생활 조건 등을 찾아 이동을 하는데, 이러한 이동은 동물의 본성이라고 할 수 있다. 매우 먼 거리를 특유한 방법으로 이동하는 동물이 여러 가지 알려져 있다.

### 어류의 회유
어류가 한 서식지에서 다른 장소로 떼를 지어서 일정한 경로로 이동하는 일이 있는데, 이를 '회유'라고 한다.
이러한 이동은 때로는 바닷물의 흐름 등에 의해 수동적으로 이루어지는 일도 있다. 어류의 회유는 산란 회유·채식 회유·월동 회유 등의 세 가지로 나눌 수 있고, 그 밖에 가다랭이가 봄에 난류(흑조)를 타고 북상하는 등 계절과 관계가 있는 경우를 계절 회유라고 한다. 또 공간에서의 진행 방향을 기준으로 하여 수평 회유와 수직 회유로 구별할 수도 있다.산란 회유
산란 회유는 어류가 월동 장소나 채식 장소에서 산란 장소로 이동하는 일이다. 예를 들어 큰 호수에 사는 각시붕어의 어미고기는 호수 복판의 수면을 떼를 지어 이동하는데 4∼7월의 산란기에는 기슭 가까이로 이동하여 물 위에 떠 있는 물풀 등에 알을 낳는다. 또, 역시 호수에 사는 무늬망둑과의 사백어는 30m 이상의 깊은 곳에 살고 있는데 3월 중·하순에서 6월 상순에 걸쳐 산란을 위해 3m 이하의 얕은 곳으로 이동한다. 사백어는 또 밤에는 수면까지 올라오므로 밤낮에 따라 수직 회유도 한다.
태평양의 청어는 먼 바다를 회유하는 물고기인데 봄(3∼6월)에 산란을 위해 근해로 밀려온다. 산란 장소는 주로 수심이 3∼4m인 곳이다. 가자미류에도 산란 회유를 하는 것이 있다.
연어·송어류가 산란을 위해 강물을 거슬러올라가는 일은 잘 알려져 있다. 이 같은 어류를 소하성(溯河性) 어류라고 한다. 고부사송어와 연어는 강물 상류까지는 올라가지 않고 비교적 하구 가까운 곳에 산란하고, 부화된 치어는 곧 바다로 내려간다. 차위차송어와 은연어는 큰 강의 상류까지 올라간다. 네르카연어는 상류에 호수가 없는 곳에는 올라가지 않고 호수나 강, 또는 연못에 산란한다. 이들 종류는 알에서 부화한 다음 하천에서 1∼4년간 살다가 바다로 내려간다.
송어 중에는 일생을 민물에서 지내는 것(하천형)과, 부화한 치어가 바다로 내려가 연안 근처에서 3∼4년간 생활하여 성숙한 다음 산란을 위해 강물로 올라오는 것이 있다. 이 송어의 하천형이 산천어(은송어)이다.
황어는 강물의 기수역(민물과 바닷물이 섞여 염분이 적은 부분)과 해안부에 살고 있는데, 산란기에는 강의 중류까지 올라가 산란한다. 이같은 물고기를 '반소하성어'라고 한다.
뱀장어는 산란을 위해 바다로 내려가는데, 이 같은 물고기를 '강하어(降河魚)'라고 한다. 유럽의 뱀장어는 바다로 나온 다음 대서양을 건너 중앙아메리카 부근의 깊은 바다에서 산란한다는 사실이 밝혀졌다.색이 회유
색이 회유(索餌回遊)는 산란 장소나 월동 장소에서 먹이를 찾아 이동하는 일이다. 따라서 이것을 '생육 회유'라고도 한다. 소하성 어류의 알에서 부화한 치어와 유어가 바다로 내려가는 것은 색이 회유의 예이다.월동 회유
월동 회유는 채식 장소에서 월동장소로 이동하는 일이다. 물론 월동 장소를 갖지 않는 어류에서는 볼 수 없다. 예를 들면, 가자미류는 연안 수역에서 색이를 계속한 다음 겨울이 다가오면 깊은 바다로 이동하여 비교적 좁은 장소에 모여든다.
이상과 같은 어류의 산란·색이·월동 회유는 일생 동안 연쇄적으로 이루어지는 것이 보통이다. 예를 들면, 태평양 연안으로 남하하는 꽁치의 회유는 가을에 동해안 북쪽 먼 바다에서 시작되는 산란 회유인데, 도중에 색이하면서 적당한 수온을 쫓아 이동하는 것이다.

### 조류의 이동
조류는 항온조류 중 체온이나 먹이가 불충분하게 되면 다른 곳으로 이동하는데, 이러한 새를 '철새'라고 한다. 모든 철새는 보통 여름에 북쪽에서 번식하고, 남쪽에서 겨울을 보낸다. 일반적으로 철새는 먹이가 풍부한 장소와 시기에 새끼를 기르고, 따뜻하고 먹이가 풍부한 장소에서 월동하는데, 이러한 사실은 조류가의 진화과정에서 획득한 적응 현상이다.
또 조류의 이동은 북반구를 기준으로 하여 몇 가지의 바다새를 제외하고는 역방향으로서의 이동은 거의 알려져 있지 않다. 따라서 남방(월동지)에서 북방(번식지) 사이를 1년에 두 번 이동하는 셈이다. 물떼새류인 검은가슴물떼새는 여름의 번식지인 시베리아 서부 등의 북극권에서 오스트레일리아 및 뉴질랜드까지 장거리 이동을 하고, 미국의 검은가슴물떼새는 알래스카의 툰드라 지대에서 아르헨티나까지 13,000km의 거리를 여행한다. 이와 같이 장거리를 이동하는 조류는 이 밖에도 몇 종류가 알려져 있다. 이에 반하여 휘파람새 같은 떠돌이새는 단거리를 이동한다.

### 포유류의 이동
바다짐승인 고래류와 물개 등이 넓은 해역을 이동하는 일은 잘 알려져 있다. 육지에 사는 짐승의 경우, 순록은 봄에 남쪽에서 북쪽 툰드라 지대로, 가을에는 남방의 산림지대로 계절적 이동을 하며 또 이 순록을 쫓아 이리와 오소리도 이동한다. 중앙 아시아에 사는 사이가는 카자흐 지방 같은 곳에서는 여름에는 더 북쪽으로 겨울에는 눈이 적은 남쪽지방으로 이동한다.

### 무척추동물의 이동
줄점팔랑나비가 많이 발생한 해에는 떼를 지어 집단으로 이동하는데 약간의 거리라면 바다도 건넌다. 된장잠자리도 떼를 지어 이동한다. 또 메뚜기 등이 대발생하면 큰 무리로 이동을 하여 농작물에 막대한 피해를 입히는 경우도 있다. 통조림의 원료가 되는 왕게도 산란 회유를 한다.

## 같이 보기
- 철새